# Saribus chocolatinus
 (mars 2022).
La mise en forme du texte ne suit pas les recommandations de Wikipédia : il faut le « wikifier ».
Les points d'amélioration suivants sont les cas les plus fréquents. Le détail des points à revoir est peut-être précisé sur la page de discussion.
- Les titres sont pré-formatés par le logiciel. Ils ne sont ni en capitales, ni en gras.
- Le texte ne doit pas être écrit en capitales (les noms de famille non plus), ni en gras, ni en italique, ni en « petit »…
- Le gras n'est utilisé que pour surligner le titre de l'article dans l'introduction, une seule fois.
- L'italique est rarement utilisé : mots en langue étrangère, titres d'œuvres, noms de bateaux, etc.
- Les citations ne sont pas en italique mais en corps de texte normal. Elles sont entourées par des guillemets français : « et ».
- Les listes à puces sont à éviter, des paragraphes rédigés étant largement préférés. Les tableaux sont à réserver à la présentation de données structurées (résultats, etc.).
- Les appels de note de bas de page (petits chiffres en exposant, introduits par l'outil «  Source ») sont à placer entre la fin de phrase et le point final[comme ça].
- Les liens internes (vers d'autres articles de Wikipédia) sont à choisir avec parcimonie. Créez des liens vers des articles approfondissant le sujet. Les termes génériques sans rapport avec le sujet sont à éviter, ainsi que les répétitions de liens vers un même terme.
- Les liens externes sont à placer uniquement dans une section « Liens externes », à la fin de l'article. Ces liens sont à choisir avec parcimonie suivant les règles définies. Si un lien sert de source à l'article, son insertion dans le texte est à faire par les notes de bas de page.
- La présentation des références doit suivre les conventions bibliographiques. Il est recommandé d'utiliser les modèles {{Ouvrage}}, {{Chapitre}}, {{Article}}, {{Lien web}} et/ou {{Bibliographie}}. Le mode d'édition visuel peut mettre en forme automatiquement les références.
- Insérer une infobox (cadre d'informations à droite) n'est pas obligatoire pour parachever la mise en page.

Pour une aide détaillée, merci de consulter Aide:Wikification.
Si vous pensez que ces points ont été résolus, vous pouvez retirer ce bandeau et améliorer la mise en forme d'un autre article.
Espèce
Synonymes
- Livistona chocolatina  Dowe  , (2004)

Saribus chocolatinus est une espèce de palmier du genre Saribus, originaire de Papouasie-Nouvelle-Guinée . C'est un palmier éventail , avec des feuilles palmées.
Il est connu sous le nom de manganau dans le dialecte Kamiali (Lababia) de la langue Kala .

## Taxonomie
Saribus chocolatinus n'a été décrit que relativement récemment comme une nouvelle espèce. Cela a été fait par John Leslie Dowe dans son traitement de 2004 du taxon. À l'époque le genre Saribus, qui avait été officiellement décrit au XIXe siècle (il avait été créé au XVIIe siècle par Rumphius ), n'était pas reconnu, et l'espèce était décrite comme Livistona chocolatina ,. Bientôt, cependant, de nouvelles recherches phylogénétiques ont été publiées, comparant l'ADN de différentes espèces de Livistona, qui ont révélé que le genre était polyphylétique. Ainsi, les auteurs, Christine Bacon et William J. Baker, ont ressuscité, c'est-à-dire re-reconnu, Saribus, et ils ont deplacée cette espèce  dans ce genre en 2011,.
L'espèce avait été collectée trois fois avant d'être officiellement nommée. Le forestier britannique Charles Lane Poole avait récolté le palmier en 1922, au cours de ses trois années d'enquête sur les ressources en bois de la Papouasie-Nouvelle-Guinée, alors en territoire australien, dans les collines à l'intérieur des terres de la rivière Vailala dans la province du Golfe, et l'avait répertorié comme  « Livistona sp. N° 332 » en 1925. Il a été collecté à nouveau en 1998 par le spécialiste des palmiers Michael D. Ferrero dans la localité type, près de la mission de Kuriva dans la province centrale centrale, dont les spécimens ont tous été envoyés pour être stockés dans l' herbier national de Papouasie - Nouvelle - Guinée  . L'holotype a ensuite été collecté en 2000 par Anders S. Barford, accompagné de Roy Banka, John L. Dowe et Anders Kjær, approximativement au même endroit ou Ferrero avait trouvé la population auparavant. Le numéro de collecte est le #466. L'holotype est conservé à l'herbier de l'Université d'Aarhus au Danemark,. Les isotypes ont été envoyés à l'herbier des Jardins botaniques royaux de Kew, à l'herbier du Queensland, à l'herbier national australien et à l'herbier national de Papouasie-Nouvelle-Guinée .

## Description
C'est un palmier hermaphrodite au tronc solitaire pouvant atteindre 22 mètres de haut, avec un diamètre du tronc à hauteur de poitrine de 16 à 18 cm,. Le tronc ne gonfle pas à la base, là où se trouvent les racines. La couche externe du tronc est très dure. Les cicatrices foliaires des pétiolées sont discrètes, et légèrement surélevées , seule la partie supérieure du tronc présente des sillons longitudinaux irréguliers, Les entre-nœuds entre les cicatrices foliaires sont étroits. Le tronc est gris clair, et les vieux moignons de pétioles morts ne sont pas retenus dessus. Il s'agit d'un palmier sans couronne . Il y a 30 à 40 feuilles dans la couronne en forme de globe,.
Les feuilles sont en forme d'éventail et plissées. Les segments sont reliés les uns aux autres près du centre de la feuille, mais ce caractère est très variable, bien qu'il soit généralement plus important avec les jeunes feuilles . Le pétiole peut mesurer jusqu'à 154 cm de long et n'a pas d'armature, étant sans épines .
L' éophylle, qui est la première feuille entièrement déployée d'un semis de palmier, a cinq côtes. Seuls les semis ont des épines sur leurs feuilles,.

### Espèces similaires
Bien que Christine Bacon et William Baker ne fournissent pas de clé pour les neuf espèces de Saribus, on peut en trouver une dans la clé fournie par Dowe dans sa monographie Livistona de 2009, où les huit espèces qui ont été transférées à Saribus sont séparées du reste dans le début de la clé. S. chocolatinus se distingue avec S. woodfordii, S. papuanus et S. merrillii qui ont tous des inflorescences qui se divisent au troisième ordre. S. papuanus et S. merrillii ont des fleurs jaunes par opposition au rouge. S. woodfordii peut être distingué de S. chocolatinus en ayant des extrémités quelque peu pendantes des segments de feuille, par opposition à rigides, un limbe profondément ondulé. S. woodfordii a deux fois moins de bractées d'inflorescence (rachillet) courts de 4 à 6 cm de long. Ces rachillets sont également deux fois moins épaisses à 1 mm. S. chocolatinus est en outre la seule espèce à avoir ses rachillets recouvertes d'un indument tomenteux - c'est brun chocolat à leurs bases, virant au vert crème près de leurs extrémités, alors que S. woodfordii n'a de tomentum qu'à la base des rachillets, et celui-ci est de couleur brun violacé .

## Distribution
Saribus chocolatinus est présent dans le centre,,, le golfe et la province de Morobe ,. Il est distribué dans l'espace sous forme de colonies isolées les unes des autres, ces colonies peuvent être assez denses et étendues, et le palmier peut être localement commun ici,.

## Écologie
Il a été collecté entre 165  et 300 mètres d'altitude , mais dans sa monographie de 2009, Dowe déclare qu'il se trouve entre 300 et 400 mètres. Il pousse en forêt sur les pentes des contreforts, . C'est une espèce qui grandit jusqu'à devenir une partie de la sous- canopée . Il a principalement été collecté sur un sol ultrabasique, mais en 2009, Dowe déclare qu'il pousse dans des sols calcaires ou argileux. Il fleurit en janvier et février et produit des fruits de mars à mai.

## Préservation
L'état de conservation de Saribus chocolatinus n'a pas été évalué par l'UICN. Dans sa monographie de 2009, Dowe suggère un statut de conservation de « vulnérable », bien qu'il ne révèle pas comment il est arrivé à cette conclusion, ni selon quels critères il juge l'espèce.
S. chocolatinus pousse dans la zone protégée de Kamiali, une zone de gestion de la faune dans la province de Morobe. Ou il est très fréquent par endroits.